# 施洗者圣约翰大教堂
施洗者圣约翰大教堂（英語：St. John the Baptist Roman Catholic Church），位于美国宾夕法尼亚州大城市匹兹堡的劳伦斯维尔社区，罗马风格，1902年落成投入使用，1993年，因为社区人口急剧下降，当地的天主教会被迫撤离，教堂遂不再承担宗教功能。1996年，匹兹堡的一位商人肖恩·凯西买下了这个建筑，将它改造为带餐厅的酒吧。该建筑现已进入匹兹堡历史文化遗产名录。